# 仲井市之進
仲井 市之進（なかい いちのしん）は、戦国時代から安土桃山時代にかけての播磨国の武将。